# Kiiu
Kiiu (Duits: Kida) is een plaats in de Estlandse gemeente Kuusalu, provincie Harjumaa. De plaats heeft de status van groter dorp of ‘vlek’ (Estisch: alevik).

## Bevolking
De plaats had 794 inwoners op 31 december 2011 en 795 inwoners op 31 december 2021.

## Ligging
De Põhimaantee 1, de hoofdweg van Tallinn naar Narva, komt door Kiiu.

## Geschiedenis
Kiiu werd voor het eerst genoemd in 1241 onder de naam Kithæ. In 1418 werd ook een landgoed Kiiu genoemd. In het begin van de 16e eeuw liet de familie von Tiesenhausen, de toenmalige eigenaar van het landgoed, een verdedigingstoren bouwen, de Mungatorn. De toren is voor het laatst gerestaureerd in 1973. Later, onder de familie de la Gardie, kreeg het landgoed van Kiiu dezelfde eigenaar als dat van Kolga. Ook de familie von Stenbock is eigenaar geweest.
Het landhuis van het landgoed dateert uit de 18e eeuw en is ingrijpend verbouwd in het begin van de 20e eeuw. Het doet dienst als gemeentehuis van de gemeente Kuusalu.
In 2005 kreeg Kiiu de status van alevik (vlek).

## Foto's

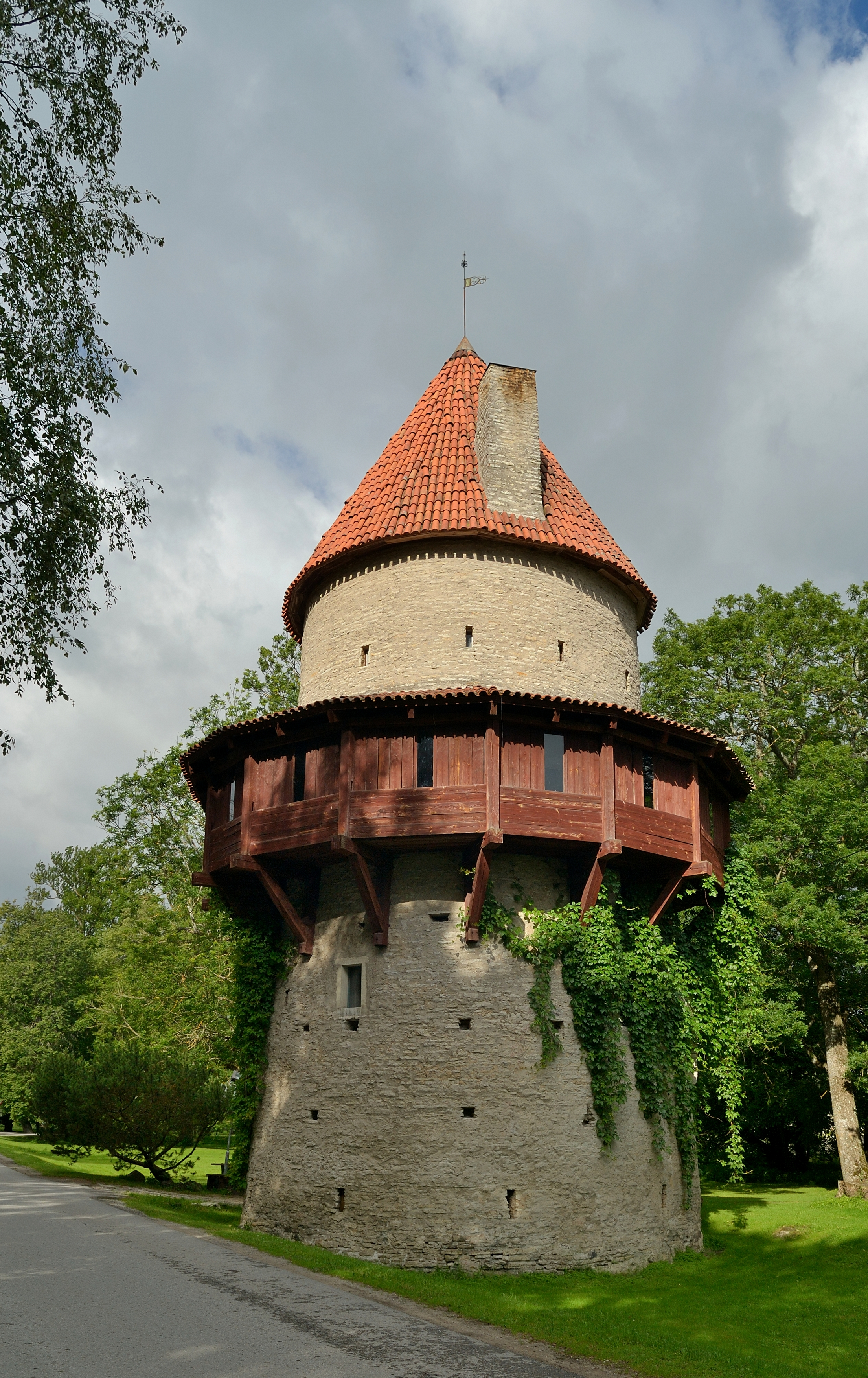
De Mungatorn
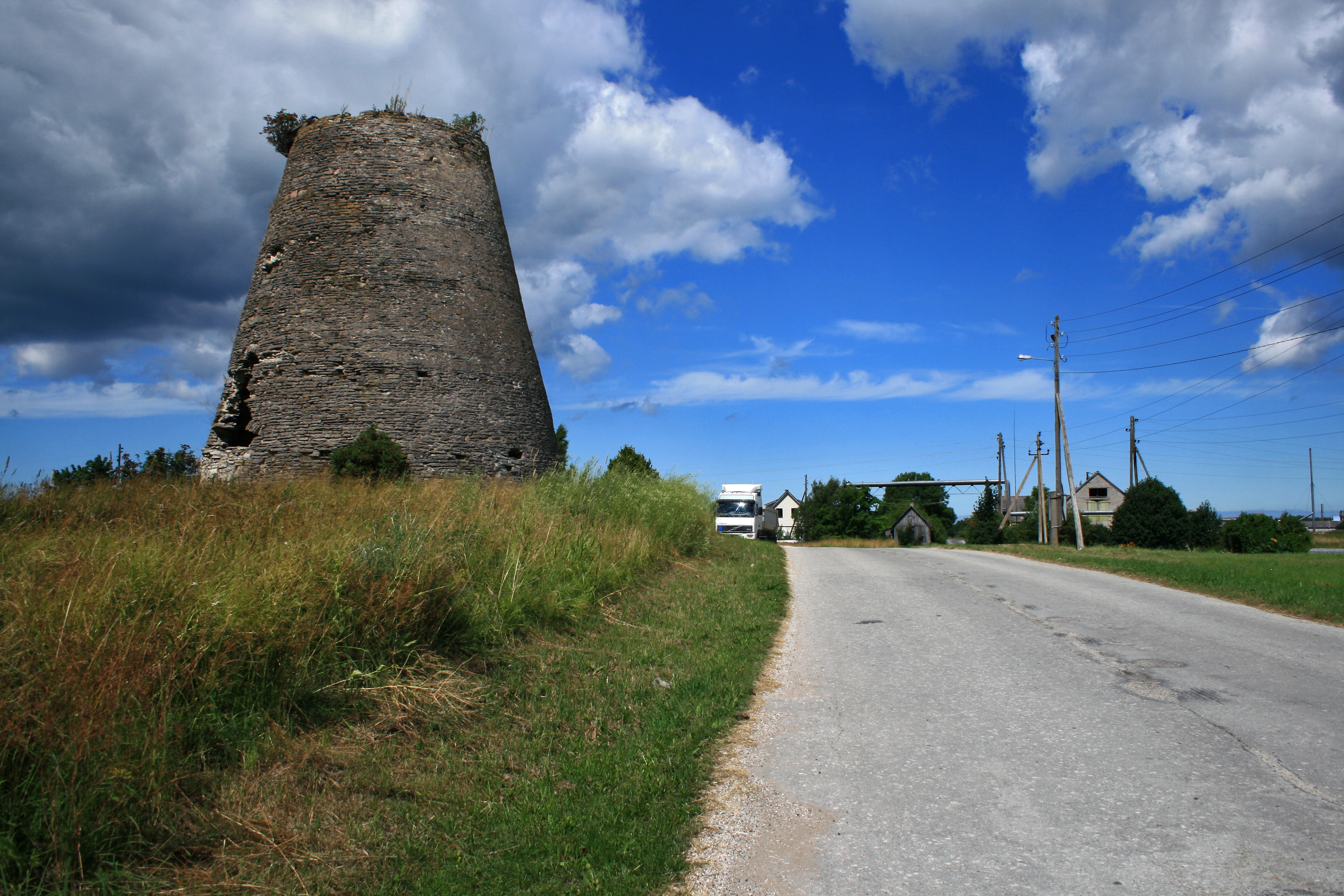
Onttakelde windmolen